# Wallenfels
Wallenfels er en by i Landkreis Kronach i Regierungsbezirk Oberfranken i den tyske delstat Bayern.

## Geografi
Wallenfels hører til Planungsregion Oberfranken-West og ligger i Oberes Rodachtal i Naturpark Frankenwald i floddalen til Wilde Rodach. Det højeste punkt er Geuserberg med 708 moh.

### Inddeling
Ud over Wallenfels med 2.476 indbyggere, ligger i kommunen landsbyerne:
- Geuser/Dörnach 55 indb.
- Neuengrün 149 indb.
- Schnaid 352 indb.
- Wolfersgrün 237 indb.